# روتين المقاطعة (نظام تشغيل)

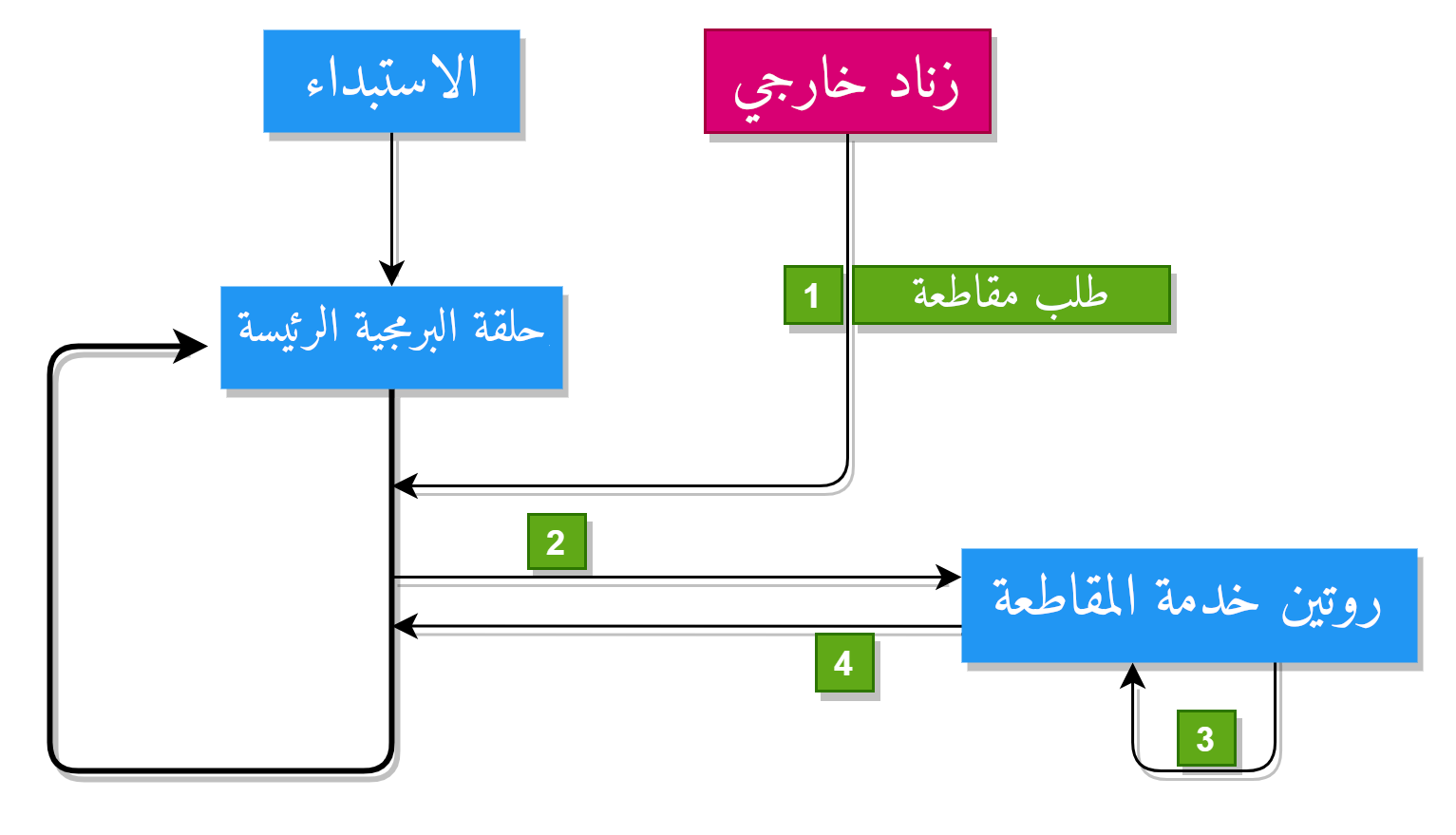
رسم يوضح سير تنفيذ روتين المقاطعة

روتين المقاطعة (بالإنجليزية: Interrupt handler)‏ ويسمى أيضًا روتين خدمة المقاطعة (بالإنجليزية: Interrupt Service Routine)‏ هو مجموعة من الأوامر يقوم المعالج بتنفيذها في حال حدوث مقاطعة. لكل نوع مقاطعة يوجد روتين خاص بها يختلف عن باقي أنواع المقاطعات وتختلف مهام الروتين حسب سبب حدوث المقاطعة أو حسب السرعة المطلوبة لتنفيذ الروتين.